# White Lace & Black Leather
White Lace & Black Leather è il secondo album in studio dei Helix, uscito nel 1982 per l'Etichetta discografica H&S Records.

## Tracce
1. Breaking Loose (Doerner, Hackman, Vollmer) 4:13
2. It's Too Late (Doerner, Hackman, Vollmer) 3:57
3. Long Distance Heartbreak (Doerner, Hackman, Vollmer) 6:47
4. Time for a Change (Doerner, Hackman, Vollmer) 3:12
5. Hangman's Tree (Doerner, Hackman, Vollmer) 3:55
6. It's What I Wanted (Doerner, Hackman, Vollmer) 3:58
7. Mainline (Doerner, Hackman, Vollmer) 3:00
8. Women, Whiskey & Sin (Doerner, Hackman, Vollmer) 3:11
9. Thoughts That Bleed (Doerner, McFadyen) 4:30

## Formazione
- Brian Vollmer - vocals
- Paul Hackman - chitarra
- Brent Doerner - chitarra
- Mike Uzelac - basso
- Leo Niebudek - batteria